# Technikerschule HF Zürich
Die Juventus Technikerschule HF Zürich in der Stadt Zürich ist eine höhere Fachschule für Technik. Träger ist die Stiftung Juventus Schulen Zürich.

## Geschichte
Die Schule wurde 1972 gegründet und war 1983 eine der ersten Schulen der Schweiz, welche die eidgenössische Anerkennung als Höhere Fachschule erhielt.

## Partnerschulen
Die Schule ist in die Stiftung Juventus Schulen organisatorisch eingebunden.

## Studiengänge
Zum dipl. Techniker HF:
- HF Elektronik
- HF Energietechnik
- HF Informatik
- HF Maschinenbau

Vorbereitung zur Berufsprüfung:
- Logistikfachmann mit eidg. Fachausweis
- Logistikassistent/-in

Weiteres
- Vorkurse für die Technikerschule in Mathematik und Programmieren in C[3]
- Technische Berufsmatura 2 (in Zusammenarbeit mit der Juventus Maturitätsschule)[3]